# Legionärerna
Legionärerna : [en roman om baltutlämningen] är en svensk dokumentärroman som utgavs 1 september 1968, författad av P.O. Enquist. Boken handlar om den så kallade Baltutlämningen.
Medan romanen Magnetisörens femte vinter (1964) brukar betraktas som Enquists genombrott som författare i hemlandet Sverige, förde Legionärerna till ett genombrott för honom som författare även utomlands.

## Bakgrund
Romanen handlar om de baltiska soldaternas situation i Sverige efter andra världskrigets slut och den omdiskuterade utlämningen av dem till Sovjetunionen den 25 januari 1946.
Efter första världskriget blev de baltiska staterna självständiga. Under andra världskriget ockuperades de först av Sovjetunionen. 1941-1944 blev de baltiska länderna ockuperade av Tyskland och en del balter blev olagligt tvångsinkallade i den tyska armen. När de tyska trupperna drog sig tillbaka 1944 blev Baltikum åter ockuperat av Sovjetunionen. Vid krigsslutet flydde ett antal baltiska legionärer till Sverige; dessa räknades utan bevis kollektivt av Sovjetunionen som krigsförbrytare, och Sovjetunionen begärde att de skulle utlämnas dit. I november meddelade utrikesminister Östen Undén för den svenska regeringen att balterna skulle utlämnas, vilket förorsakade hungerstrejk och ett antal självmord. Den 25 januari 1946 fördes 146 man över till det ryska fartyget Beloostrov i Trelleborg.

## Mottagande
Romanen blev mycket uppmärksammad både för sin faktaredovisning och för sin analys av beslutsprocessen. Expressen kallade boken för "bokhöstens mest uppmärksammade och diskuterade" när den släpptes. Den belönades med Nordiska rådets litteraturpris 1969. Romanen filmatiserades 1970 med manus av Enquist i samarbete med filmens regissör Johan Bergenstråhle. Filmen fick titeln Baltutlämningen.
Romanen har även mötts av kritik. Författaren Bertil Häggman menar exempelvis att Enquist har sökt att rättfärdiga utlämningen och att han okritiskt har baserat sin roman enbart på officiella sovjetiska uppgifter.